# Anatole Chauffard
Pour les articles homonymes, voir Chauffard.
Anatole Marie Émile Chauffard, né le 22 août 1855 à Avignon et mort le 1er novembre 1932 à Paris 7e, est un médecin français de renommée internationale, professeur de clinique médicale à la Faculté de médecine de Paris et membre de l'Académie nationale de médecine.

## Biographie
Il est le fils de Paul Émile Chauffard,, (1823-1879), médecin en chef des Hôpitaux d'Avignon, professeur à la Faculté de médecine de Paris, inspecteur général de l'instruction publique et membre de l'Académie nationale de médecine. Il est le petit-fils de Hyacinthe Chauffard, (1796-1880), médecin réputé d'Avignon, membre correspondant de l'Académie des sciences et de l'Académie impériale de médecine.
Anatole Chauffard est reçu docteur de la Faculté de médecine de Paris en 1882, et devient médecin des Hôpitaux de Paris en 1883, puis professeur agrégé à la Faculté de médecine de Paris en 1886. En 1907, il est nommé professeur de clinique médicale. Il a est élu membre de l'Académie de médecine en 1902. Professeur d'histoire de la médecine et de la chirurgie en 1908, il est nommé à l'Hôpital Saint-Antoine en 1911 et poursuit ses cours d'enseignement clinique. Il est président de l'Académie de médecine en 1923.
Il est connu pour ses recherches sur les maladies du foie dont les ictères, la physiopathologie de la sphérocytose héréditaire et sur l'hémochromatose.
Marié à Jeanne Louise Marie Bucquoy, avec laquelle il aura :
- Juliette Marie Alix Chauffard, née le 18 mai 1885 au 15 rue Paul-Louis-Courier[8], qui épousera le 17 février 1906 le neurologue Georges Guillain. Ils demeurent alors 2 rue de Saint-Simon dans le 7e arrondissement de Paris[9]. Décédée le 21 mars 1942 à Orléans.

Il meurt le 1er novembre 1932, en son domicile 11 rue de Bellechasse dans le 7e arrondissement de Paris.

## Éponymie
Son nom est associé aux pathologies suivantes :
- maladie de Still-Chauffard.
- Maladie de Minkowski-Chauffard : anémie hémolytique congénitale avec sphérocytose, une splénomégalie et une jaunisse. Nommé avec Oskar Minkowski (1858-1931).
- Syndrome de Hanot-Chauffard-Troisier ou hémochromatose : cirrhose hypertrophique avec pigmentation de la peau et diabète sucré. Parfois appelé « diabète bronzé » ou « cirrhose pigmentaire », l'hémochromatose primaire est une maladie de surcharge en fer. Ce nom l'associe à Victor Charles Hanot (1844-1896) et à Charles Emile Troisier (1844-1919).

## Œuvres et publications

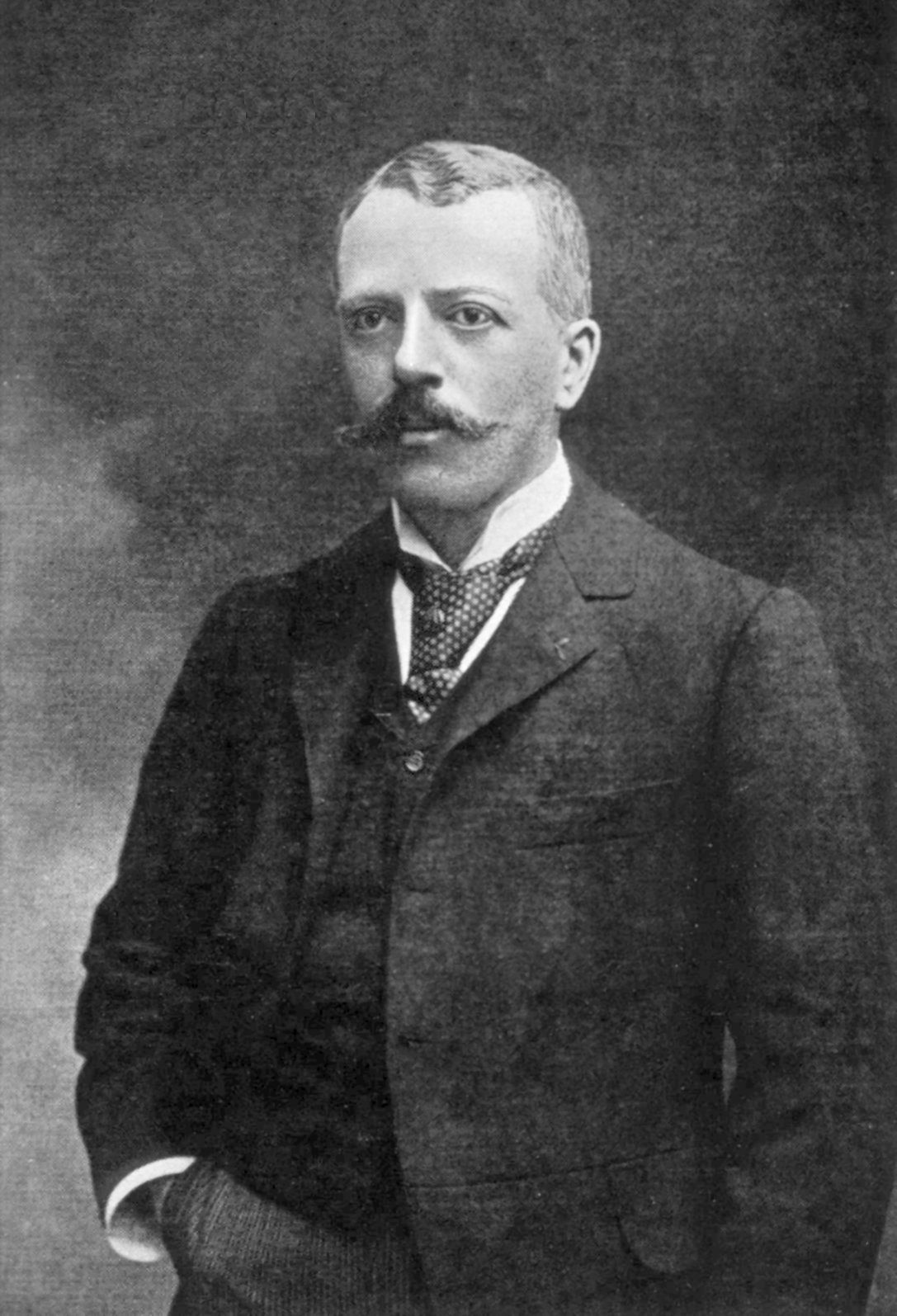
Anatole Chauffard

- Étude sur les déterminations gastriques de la fièvre typhoïde, J.-B. Baillière et fils (Paris), 1882, 1 vol. (108 p.) : 2 pl. en coul. ; in-8, lire en ligne sur Gallica.
- Des crises dans les maladies, Asselin et Houzeau (Paris), 1886, 1 vol. (VIII-130 p.) ; in-8, lire en ligne sur Gallica.
- « Xanthélasma disséminé et symétrique, sans insuffisance hépatique », in: Bulletins et mémoires de la Société médicale des hôpitaux de Paris, 1889, 3 sér., 6: 412-419.
- Titres et travaux scientifiques, Masson et Cie (Paris), 1901, Texte intégral.
- « Un cas d’anémie pernicieuse aplastique », in: Bull Soc Med Hop Paris, 21 (1904): 313.
- « Pathogénie de l’ictère congénital de l’adulte », in: La semaine médicale, Paris, 1907, 27: 25-29, Texte intégral.
- « Les ictères hémolytiques », in: La semaine médicale, Paris, 1908, 28: 45-49.
- « Le cancer du corps du pancréas », in: Bull. Acad. de méd., Paris 60 (1908): 242.
- Titres et travaux scientifiques, Masson et Cie (Paris), 1909, Texte intégral.
- Hémoglobinurie hémolysinique avec ictère polycholique aigu (1909) [10].
- Maladies des reins (1909) [10].
- « Pathogénie de l’ictère hémolytique congénital », in: Annales de médecine interne, Paris, 1914: 1-17.
- Clinique médicale de Saint-Antoine. Leçons sur la lithiase biliaire, Masson et Cie (Paris), 1914, lire en ligne sur Gallica et 2e édition lire en ligne sur Gallica.
- Les Hépatites amibiennes, autochtones et coloniales et leur traitement (1923) [10].
- Les Ferments des leucocytes en physiologie, pathologie et thérapeutique générales. Préface de M. le professeur Chauffard (1925) [10].
- Les calculs du cholédoque, [Pages retrouvées], in: Le progrès médical, 11 avril 1936, partie 1, p. 608-616 , [Texte intégral].

En collaboration
- avec Victor Charles Hanot : « Cirrhose hypertrophique pigmentaire dans le diabète sucré », in: Revue de médecine, Paris, 1882, 2: 385-403.
- avec F. Ramond : « Des adénopathies dans le rhumatisme chronique infectieux », in: Revue de Médecine, 16 (1896): 345.

## Distinctions

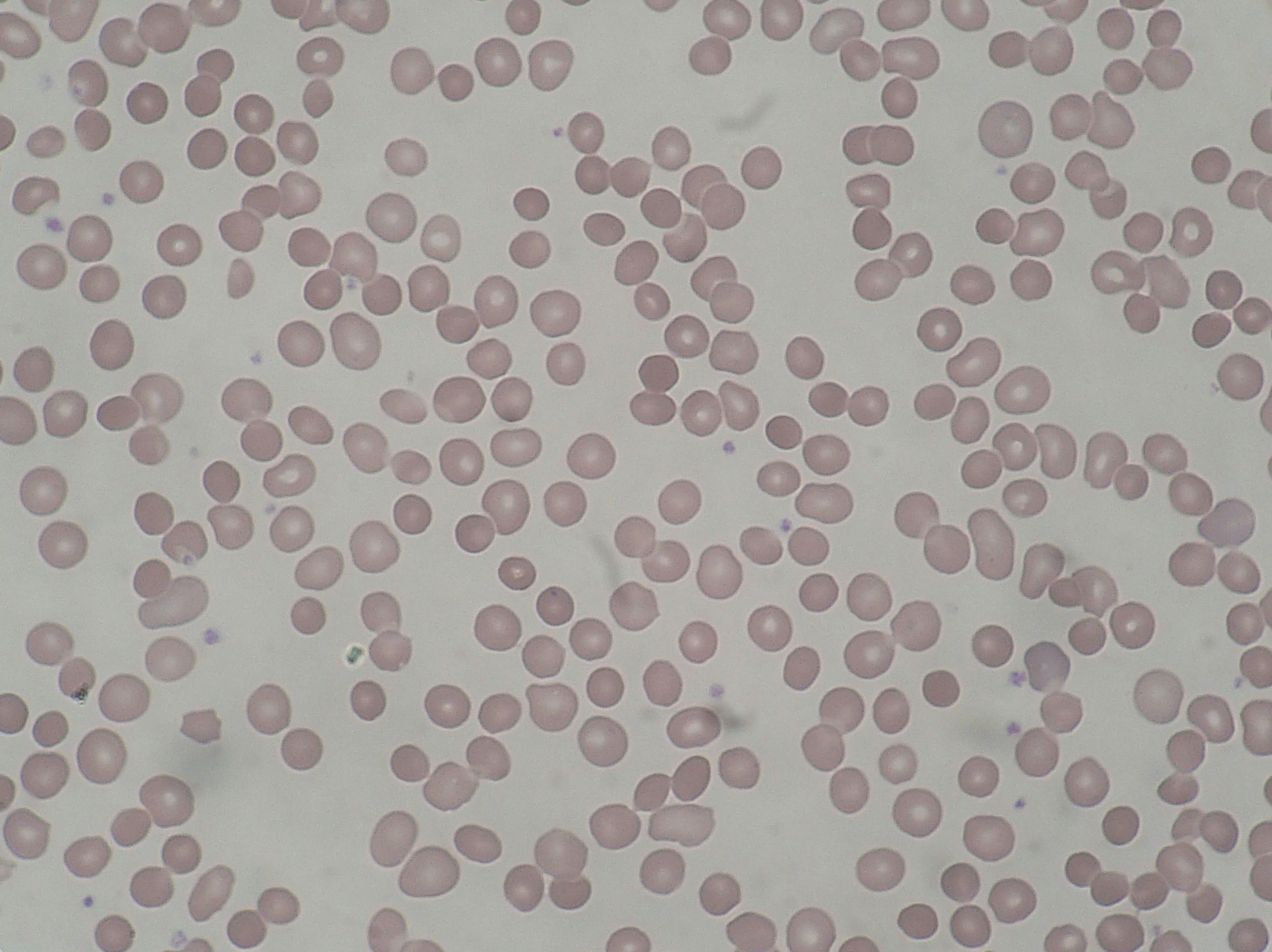
La sphérocytose (hématies de petit diamètre, rondes et très denses) observée sur un frottis sanguin dans la Maladie de Minkowski-Chauffard.

- Membre titulaire[11] de l'Académie nationale de médecine le 16 décembre 1902 et président en 1923.
- Membre de l'UMFIA (Union médicale franco-ibéro-américaine)[12]
- Légion d'honneur : commandeur le 29 décembre 1918[13].